# Sebhat Aregawi
Sebhat Aregawi, décédé le 28 février 1914, était un Ras d'Agamé. Il fut nommé gouverneur d'Agamé par l'empereur Téwodros II en 1859, et sa province fut agrandie par l'empereur Yohannes IV pour inclure Adigrat. L'empereur Ménélik II investit Sebhat du titre de Ras en 1892.

## Biographie
Sebhat Aregawi est le fils de Dejazmatch Aregawi Sabagadis (en) d'Agamé et le petit-fils du gouverneur du Tigré, Ras Sabagadis Woldu (en). Lorsqu'il défie Ras Mengesha Yohannes, successeur de son père assassiné Yohannes IV, qui affirme sa suprématie au Tigré, Sebhat Aregawi est décrit comme "un homme intelligent et rusé d'une quarantaine d'années, un excellent administrateur, mais pas un guerrier distingué".
Il se soumet à la suzeraineté de Ras Mangesha le 11 septembre 1889, après la mort de l'empereur Yohannes IV, père de Ras Mangesha. Cependant, le 31 octobre de la même année, il informe secrètement le gouverneur érythréen Antonio Baldissera qu'il préfère le règne de Menilek à celui de Mangesha Yohannes.
Alors qu'il combat Mangesha pour le contrôle du Tigré, en juin 1890, il envoie son propre fils Dasta comme otage afin de rétablir la paix. En août de la même année, Dasta s'enfuit d'Adwa et retourne chez son père. Sebhat Aregawi refuse de le renvoyer et la guerre semble inévitable.
En 1914, Lij Iyasu V, successeur non couronné de l'empereur Menilik II, aurait promis Agamé à Gebre Selassie, ce qui fait de ce dernier le dirigeant le plus puissant du Tigré. Troublé par la rumeur, Sebhat Aregawi utilise l'amitié de Gebre Selassie avec les Italiens pour éveiller les soupçons à Addis-Abeba, affirmant que Sélassié complote avec les Italiens dans l'intention de défier Iyasu. Sans enquêter sur le fondement des accusations, Iyasu ordonne à Gebre Selassie de se rendre dans la capitale pour expliquer sa position. Gebre Selassie refuse et, en désespoir de cause, tente de déclencher une guerre entre la colonie italienne d'Érythrée et l'Éthiopie, mais les Italiens refusent de répondre. Le 16 février, Addis-Abeba déclare Sélassie en rébellion.
Après de nombreuses tentatives de persuasion et la promesse de ne pas être harcelé par Sebhat Aregawi, Gebre Selassie se rend finalement dans la capitale. Au même moment, on rapporte que Ras Sebhat occupe une partie du territoire de Sélassie. Les deux deviennent alors de grands rivaux.
Le 24 février, alors que Gebre Selassie est à trois jours d'Adwa, il apprend que Sebhat Aregawi marche vers cette ville. Gebre Selassie fait demi-tour et, le lendemain, combat Sebhat Aregawi à Zebewu, à mi-chemin entre Adwa et Adigrat. Quatre jours plus tard, Sebhat Aregawi et deux de ses fils qui l'accompagnent sont assassinés.

## Culture populaire
Sebhat Aregawi est considéré comme un héros dans l'est du Tigré. Le principal hôpital d'Adigrat porte son nom.